# جوزيه أنطونيو فارغاس
جوزيه أنطونيو فارغاس هو صحفي فلبيني، ولد في 3 فبراير 1981 في أنتيبولو في الفلبين.

## وصلات خارجية
- الموقع الرسمي
- جوزيه أنطونيو فارغاس على موقع IMDb (الإنجليزية)
- جوزيه أنطونيو فارغاس على موقع قاعدة بيانات الفيلم (الإنجليزية)